# 希伯根湖
希伯根湖（英語：Hebgen Lake）位於美國蒙大拿州西南部的加拉廷郡，是因赫布根大壩而形成的人工湖，面積有5084公頃，最深處21公尺。1959年8月17日在附近發生了1959年希伯根湖地震，下游因此形成了堰塞湖。

## 休閒
希伯根湖及周邊地區可以進行許多休閒活動，例如露營、釣魚、划船和徒步旅行。彩虹角（英語：Rainbow Point）是希伯根湖旁最大的露營地。